# 소프트웨어 보안 연구소
소프트웨어보안 연구소(Center for Software Security and Assurance)는 세계 각국의 연구소와 소프트웨어(SW) 보안 취약점 자동분석 기술 개발을 목표로 설립된 고려대학교 부설 연구기관이다. 서울특별시 성북구 안암동 고려대 자연계캠퍼스(안암로 145)에 위치하고 있다. (2015년 6월 설립된 소프트웨어보안 국제공동연구센터를 확대 개편함)
정식명칭은 고려대 소프트웨어보안 연구소이며, 영문 약자인 CSSA로 부르기도 한다. 연구소장은 고려대학교 교수 이희조이다.

## 연구 참여기관
- 한국 고려대학교 (6개 연구실)
- 미국 Carnegie Mellon University
- 스위스 ETH Zurich

## IoTcube.net
IoTcube (https://iotcube.net)는 SW보안 취약점을 자동 분석하기 위해 각국 연구진과 공동으로 개발한 플랫폼으로 블랙박스, 화이트박스, 네트워크 기반 테스팅을 지원하며, 2016년 4월에 일반에 무료로 공개되었다. (2019년 7월, 누적사용자 11,745명)

## 주요 연혁
- 2015. 06.  소프트웨어보안 국제공동연구센터 설립
- 2015. 11.  소프트웨어보안 국제공동연구센터 개소식
- 2016. 04.  IoTcube 서비스 개시
- 2016. 11.  취약함수(VCC) 발견 10만건 달성 (95억 라인 소스코드 분석)
- 2016. 12.  보안취약점 자동분석 아이디어 공모전 개최
- 2017. 02.  제1회 IoTcube 컨퍼런스 개최
- 2017. 11.  美 LA I3 컨소시엄 창립 멤버
- 2018. 02.  제2회 IoTcube 컨퍼런스 및 공모전 개최
- 2018. 03.  (주)아이오티큐브 설립 (고대기술지주 자회사)
- 2018. 11.  소프트웨어보안 연구소 (확대 개편)

## 연구 개발
고려대 CSSA는 2015년 최초 설립 이후, 다음과 같은 정부 R&D 과제를 수행하고 있다.
1. 2015. 06. ~ 2018. 05.  IoT 소프트웨어 보안 취약점 자동 분석 기술 개발 사업 (미래창조과학부)
2. 2017. 03. ~ 2020. 12.  자기학습형 사이버 면역 기술 개발 사업 (미래창조과학부)
3. 2019. 05. ~ 2022. 12.  지역전략산업(수도권, 스마트공장 분야) 융합보안 핵심인재 양성 사업* (과학기술정보통신부)
4. 2019. 06. ~ 2022. 12.  블록체인 플랫폼 보안취약점 자동분석 기술 개발 사업 (과학기술정보통신부)

* 정부의 스마트공장 분야 융합보안 대학원(석사) 지원 사업으로 고려대 일반대학원의 컴퓨터학과 內 컴퓨터보안 전공 과정으로 2020년 1학기가 첫 개설되었다.